# Philippe Fortin de La Hoguette
Philippe Fortin de La Hoguette (* 1585 in Falaise; † um 1668) war ein französischer Kriegsmann, Philosoph und Schriftsteller.

## Leben und Werk
Philippe Fortin de La Hoguette war der Schwager von Erzbischof Hardouin de Péréfixe de Beaumont von Paris und der Vater von Erzbischof Hardouin Fortin de la Hoguette von Sens. Er war zuerst Kriegsmann im Dienst von Timoléon d’Espinay und befehligte die Festung Brouage bei Rochefort. Später wurde er Erzieher der Kinder der Herzogsfamilie Longueville. 1625 besuchte er den von ihm bewunderten Francis Bacon in England. Er schrieb einen königlichen Katechismus, der ins Deutsche übersetzt wurde, sowie ein dickes Handbuch der Politik. Den größten Erfolg erzielte er mit seinen „Ratschlägen eines lieben Vaters an seine Kinder“ (Conseils d’un bon père à ses enfants), ein Buch, das in 40 Jahren rund 20 Auflagen erlebte.

## Werke
- Catéchisme royal. Paris 1645.
  - (deutsch) Catechisme Royal. Der Königliche Catechismus. Das ist: Ein Christliches Gespräch Zwischen Königlicher Majestät in Franckreich und deroselben Hofmeister … aus dem Frantzösischen getreulich übersetzet … erstlich gedruckt zu Pariß. Pariß 1645.
- Testament, ou Conseils fidelles d’un bon père à ses enfants, où sont contenus plusieurs raisonnements chrestiens, moraux et politiques. Les devoirs de l’homme envers Dieu, envers soy-mesme, & envers autruy, qui sont trois choses si relatives au devoir du sujet envers le Prince, qu’il est absolument impossible qu’on puisse estre bon aux offices respectifs de la vie civile, qu’on en soit pareillement un bon sujet. A. Vitré, Paris 1648. (zahlreiche Auflagen bis 1696)
- Les Élémens de la politique selon les principes de la nature. A. Vitré, Paris 1663.